# Stråvalla
Stråvalla är kyrkbyn i Stråvalla socken i Varbergs kommun, Hallands län. Stråvalla ligger i kommunens norra del, nära gränsen till Kungsbacka kommun, och är sommartid en populär turistort med badområdet Stråvallastrand och Stråvalla Camping. 
Stråvalla kyrka, från 1200-talet, kan ses på östra sidan av motorvägen E6/E20 mellan avfarterna nr 56 och 57. Tillfart kan ske från Västkustvägen (gamla E6) från Väröbacka samhälle (där Stråvalla skyltas vid kyrkan) eller avfarten mittemot Stråvalla Strand.
Stråvalla har dagis, hembygdsgård, camping, antikaffär, hallonodling och ridskola.